# 5558 Johnnapier
5558 Johnnapier eller 1989 WL2 är en asteroid i huvudbältet som upptäcktes den 24 november 1989 av den australiensiske astronomen Robert H. McNaught vid Siding Spring-observatoriet. Den är uppkallad efter den skotske matematikern John Napier.
Asteroiden har en diameter på ungefär 2 kilometer och den tillhör asteroidgruppen Hungaria.